# Всеукраїнська літературна премія імені Всеволода Нестайка
Всеукраїнська літературна премія імені Всеволода Нестайка – літературна премія України.

## Історія
Всеукраїнська літературна премія імені Всеволода Нестайка  заснована у 2020 р. Національною секцією Міжнародної Ради дитячої та юнацької книги (UA IBBY), Національною бібліотекою України для дітей, ГО Українська асоціація працівників бібліотек для дітей та родиною Всеволода Нестайка за підтримки Міністерства культури та стратегічних комунікацій України для відзначання кращих сучасних українських дитячих письменників.

## Нагородження
Переможець Премії оголошується 30 січня у День народження Всеволода Нестайка. Вручення Премії відбувається 2 квітня на урочистому заході під час відзначення Міжнародного дня дитячої книги.
На здобуття Премії представляються нові оригінальні твори, видані за останні три роки, включаючи рік оголошення премії.
Конкурс на здобуття Премії оголошується щороку під час проведення Всеукраїнського тижня дитячого читання (час весняних шкільних канікул) та оприлюднюється на сторінках онлайн-платформ засновників.
Пропозиції щодо відзначення Премією приймаються на розгляд до 1 листопада. Порядок обговорення і розгляду творів, кандидатур, висунутих на здобуття Премії, встановлюється засновниками.
Висунення видань на здобуття Премії здійснюється громадськими організаціями, творчими спілками, літературно-мистецькими об'єднаннями, навчальними закладами, бібліотечними та науковими установами з дотриманням законодавства про інтелектуальну власність. Щорічно встановлюється одна премія для одного лауреата. Одна особа не може стати лауреатом Премії двічі.

## Лауреати
| Рік  | Лауреат                             | Назва книги                      | Видавництво  | Нотатки                  |
| ---- | ----------------------------------- | -------------------------------- | ------------ | ------------------------ |
| 2021 | Валентина Попелюшка (Валентина Жук) | «Украдені»                       | Час Майстрів | [ 3 ] [ 4 ]              |
| 2022 | Віталій Запека                      | «Полінка»                        | Vivat        | [ 5 ]                    |
| 2023 | Мія Марченко                        | «Майка Паливода обирає професію» | Читаріум     | [ 6 ]                    |
| 2024 | Олена Фінберг                       | «Неймовірні історії кота Бучика» | Дух і Літера | [ 7 ] [ 8 ] [ 9 ] [ 10 ] |